# Alacizumab pegol
L'Alacizumab pegol è un anticorpo monoclonale che viene usato come farmaco antineoplastico. Dal punto di vista chimico è un pegilato del frammento F (ab ') 2 di un anticorpo monoclonale.
Il target molecolare del farmaco è il VEGFR2, ossia il recettore 2 del fattore di crescita dell'endotelio vascolare (VEGF).

### Alacizumab pegol
- (EN) Zhiqiang An, Therapeutic Monoclonal Antibodies: From Bench to Clinic, John Wiley and Sons, 8 settembre 2009,  pp. 865–, ISBN 978-0-470-11791-0.